# Casa de fundição

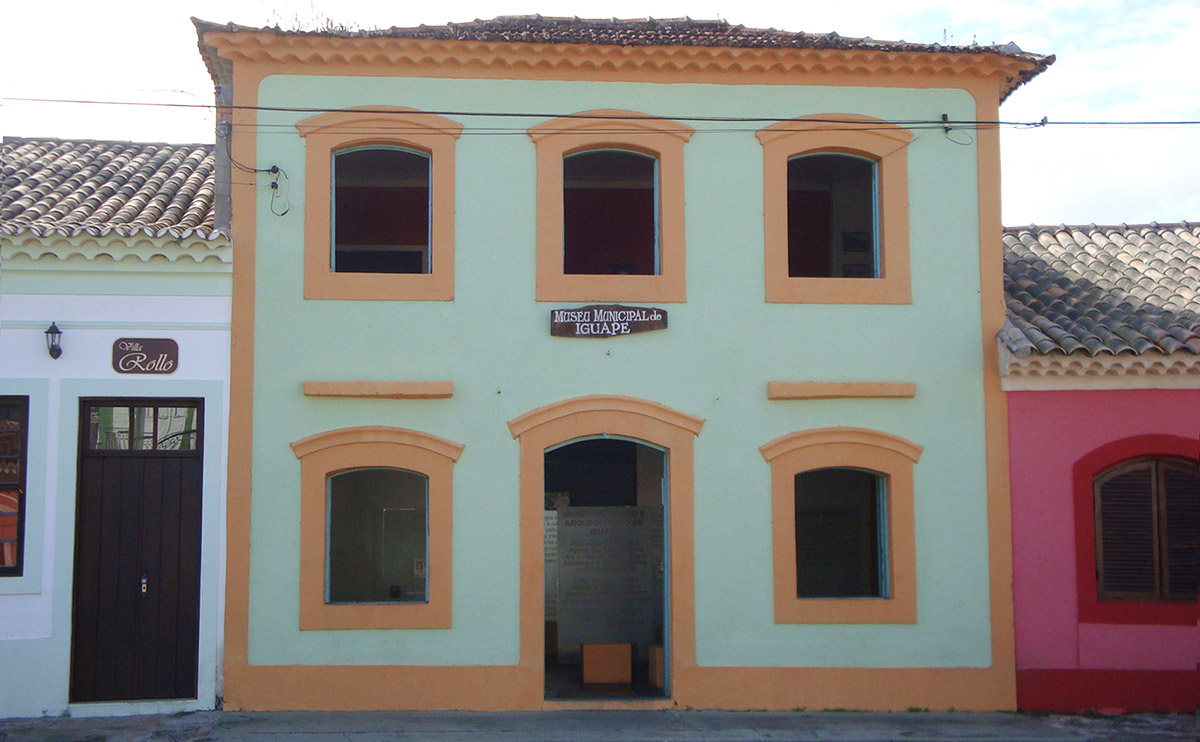
Estabelecida em 1653, a Casa de fundição, já serviu como quartel e Casa da Câmara e Cadeia, atualmente abriga o Museu Municipal de Iguape.

As Casas de fundição eram instituições portuguesas onde o ouro e a prata, extraídos do Brasil no período colonial, eram fundidos.
As casas de fundição eram os mais antigos órgãos encarregados da arrecadação dos tributos sobre a mineração, pois dessa forma, o controle do ouro e da prata ficava mais fácil. A primeira casa de fundição foi estabelecida em São Paulo, por volta de 1580, para fundir o ouro extraído das minas do Jaraguá e de outras jazidas nos arredores da vila. As casas de fundição recolhiam o ouro extraído pelos mineiros, purificavam-no e o transformavam em barras, nas quais era aposto um cunho que a identificava como "ouro quintado", isto é, do qual já fora deduzido o tributo do "quinto". Era também expedido um certificado que deveria acompanhá-la daí em diante. Essa medida aumentou a insatisfação das pessoas, que já reclamavam dos altos preços dos alimentos, e acabou ocasionando a Revolta de Vila Rica, em 1720. As principais exigências dos rebeldes eram a redução dos preços dos alimentos e a anulação do decreto que criava as casas de fundição.

## História
As casas de fundição eram locais em que todo o ouro encontrado nas minas auríferas era transformado em barras para facilitar a cobrança de impostos. Junto com a casa de fundição, geralmente, ficava a casa de quintos, em que a quinta parte do ouro (20%) era retirada para o rei. O restante era devolvido em forma de barras fundidas acompanhadas de um certificado que legitimava sua posse.
A primeira casa de fundição do Brasil foi fundada em 1580, em São Paulo, apesar de alguns historiadores colocarem como sendo a casa da vila de Iguape a primeira, no inicio do século XVII. Após a descoberta do ouro na região das Minas de Taubaté, foram criadas três casas de fundição ao longo da Estrada Real: a Casa de Fundição de Taubaté, a de Guaratinguetá e a de Paraty.
A Casa dos Quintos de Taubaté foi fundada em 1695, sendo a primeira delas. Logo depois, em 1697, foi fundada a casa de fundição, tendo como provedor o homem público e bandeirante Carlos Pedroso da Silveira. Ao ser aberta a casa, o ouro era cunhado com o selo real, depois de frio, com martelo ou marreta e, apesar de ser muito protegido o processo, ainda assim sofria sonegações, como no caso de um civil, Domingos Dias Torres, e dois religiosos, padre José Rodrigues Preto e o frei Roberto, da Ordem de São Bento, que construíram um cunho falso e, usando-o para registrar o ouro, não pagavam o respectivo quinto.
Diante desse fato, em 1702, a Casa Real Portuguesa decidiu enviar a Taubaté uma máquina de cunhar. Porém essa nunca chegou ao destino, pois o caminho entre Paraty e Taubaté, o Caminho do Facão, era muito difícil de se atravessar. Em 1704, El Rei decidiu fechar as casas de fundição de Taubaté e Guaratinguetá, e transferi-las para Paraty.
Em sua primeira arrecadação dos quintos, nos anos de 1696 e 1697, a casa somou a quantia de três arrobas e quatorze arreteis de ouro. Diante da casa alcançar tantas riquezas para Portugal, o próprio rei escrevia do próprio punho ao provedor da casa de Taubaté..

### Bibliográficas
- ANDRADA, Martim Francisco Ribeiro de. Diário de uma Viagem Mineralógica pela Província de S. Paulo no Anno de 1805. Revista do IHGSP, Tomo IX, 1847, pp. 527–548.
- YOUNG, Ernesto G. Subsídios para a Historia de Iguapé - Mineração de Ouro. Revista do IHGSP, vol VI, São Paulo, 1902 pp. 400–435.